# Dachau
|  | Aquest article tracta sobre la població bavaresa. Vegeu-ne altres significats a «Camp de concentració de Dachau». |

Dachau és una ciutat de l'estat federal de Baviera, a Alemanya, a tot just 20 quilòmetres de Múnic. Té aproximadament 40.000 habitants.
A la seua rodalia es troben les restes del camp de concentració de Dachau.